# Associazione Nuotatori Brescia 2012-2013
Questa voce raccoglie le informazioni riguardanti l'Associazione Nuotatori Brescia nelle competizioni ufficiali della stagione 2012-2013.

## Rosa
| N° |                   | Ruolo | Giocatore          |
| -- | ----------------- | ----- | ------------------ |
|    | Italia (bandiera) | P     | Marco Del Lungo    |
|    | Italia (bandiera) | P     | Emanuele Introzzi  |
|    | Italia (bandiera) | P     | Stefano Moratti    |
|    | Italia (bandiera) | D     | Giuseppe Valentino |
|    | Italia (bandiera) | D     | Michele Rivetti    |
|    | Italia (bandiera) | D     | Daniele Giorgi     |
|    | Italia (bandiera) | D     | Filippo Legrenzi   |
|    | Italia (bandiera) | D     | Leonardo Binchi    |
|    | Italia (bandiera) | D     | Samuel Pietta      |

| N° |                    | Ruolo | Giocatore            |
| -- | ------------------ | ----- | -------------------- |
|    | Italia (bandiera)  | D     | Goran Fiorentini     |
|    | Croazia (bandiera) | CV    | Marko Elez           |
|    | Italia (bandiera)  | CV    | Stefano Sorlini      |
|    | Italia (bandiera)  | A     | Christian Presciutti |
|    | Italia (bandiera)  | A     | Enrico Mammarella    |
|    | Italia (bandiera)  | A     | Riccardo Baravelli   |
|    | Italia (bandiera)  | CB    | Alessandro Nora      |
|    | Croazia (bandiera) | CB    | Luka Lončar          |
|    | Italia (bandiera)  | CB    | Roberto Calcaterra   |

## Risultati

### Serie A1

#### Girone di andata
| Arbitri: | Bianchi Lo Dico |

|                                                                                             |           |                       |
| C. Presciutti: 4 R. Calcaterra - G. Fiorentini: 3 Binchi - Elez: 2 Legrenzi - Mammarella: 1 | Marcatori | 2: Sekulić 1: Vergano |

| Arbitri: | Caputi Scappini |

|                                       |           |                                                           |
| Tóth: 3 Baraldi: 2 Bertoli - Gallo: 1 | Marcatori | 3: Elez 2: G. Fiorentini - Giorgi 1: Nora - C. Presciutti |

| Arbitri: | Rovida De Chiara |

|                                                                    |           |                                                         |
| C. Presciutti: 4 Elez - Giorgi - Lončar - Nora: 2 R. Calcaterra: 1 | Marcatori | 3: Latini 2: Mandolini 1: Gianni - M. Gitto - Maddaluno |

| Arbitri: | De Chiara Rotondano |

|                                                                |           |                                                                                     |
| Foti - Gandini: 2 Beggiato - Bruni - Cambiaso - L. Fondelli: 1 | Marcatori | 5: C. Presciutti 3: Lončar 2: Binchi - R. Calcaterra - Elez 1: G. Fiorentini - Nora |

| Arbitri: | Calabrò Daniele |

| |           |                                |
| Elez: 4 C. Presciutti: 3 Nora: 2 Binchi - R. Calcaterra - G. Fiorentini - Giorgi - Legrenzi - Lončar - Mammarella - Valentino: 1 | Marcatori | 4: Suti 2: Napolitano 1: Abela |

| Arbitri: | Bianchi Pascucci |

|                                         |           |                                                                       |
| Español: 5 Coppoli - Molina - Pagani: 1 | Marcatori | 2: Elez - Nora - C. Presciutti 1: G. Fiorentini - Giorgi - Mammarella |

| Arbitri: | Piano Pinato |

|                                                                                       |           |                                                       |
| Valentino: 3 Lončar - Nora: 2 R. Calcaterra - Elez - G. Fiorentini - C. Presciutti: 1 | Marcatori | 3: Gambacorta - Märcz 2: Danilović 1: Pérez - Saviano |

| Arbitri: | De Chiara Severo |

|                         |           |                                                           |
| Rizzo: 5 Mistrangelo: 1 | Marcatori | 3: G. Fiorentini - Nora 2: R. Calcaterra - Lončar 1: Elez |

| Arbitri: | Brasiliano Castagnola |

| |           |                                    |
| R. Calcaterra - G. Fiorentini: 3 Mammarella - C. Presciutti: 2 Elez - Legrenzi - Nora - Valentino: 1 | Marcatori | 2: Steardo 1: Ercolano - M. Luongo |

| Arbitri: | Caputi Taccini |

|                                                                           |           |                                                                      |
| Elez: 4 C. Presciutti: 2 R. Calcaterra - G. Fiorentini - Giorgi - Nora: 1 | Marcatori | 3: Figlioli 1: Felugo - Figari - D. Fiorentini - S. Luongo - Madaras |

| Arbitri: | Ricciotti Rovida |

|                                                            |           |                                                                                                   |
| Marziali - Temellini: 2 Bagnoli - A. Caliogna - Lanzoni: 1 | Marcatori | 4: C. Presciutti - Elez 3: G. Fiorentini 2: R. Calcaterra - Lončar - Nora 1: Legrenzi - Valentino |

#### Girone di ritorno
| Arbitri: | Calabrò De Chiara |

|                                           |           |                                                                     |
| Boero - Camilleri - Guidaldi - Sekulić: 1 | Marcatori | 3: R. Calcaterra - Presciutti 2: Elez - Nora 1: Lončar - Mammarella |

| Arbitri: | Brasiliano Piano |

|                                                                |           |                                      |
| R. Calcaterra - Elez: 2 Lončar - Giorgi - Mammarella - Nora: 1 | Marcatori | 2: Renzuto 1: Bertoli - Gallo - Tóth |

| Arbitri: | D. Bianco Rovida |

|                                      |           |                                                                                           |
| Mandolini: 3 Latini: 2 Vittorioso: 1 | Marcatori | 3: R. Calcaterra - Elez - Mammarella - C. Presciutti 1: Binchi - Legrenzi - Lončar - Nora |

| Arbitri: | Daniele Zappatore |

| |           |                              |
| R. Calcaterra - Lončar: 4 Castellani - Legrenzi - Giorgi - Valentino: 2 Binchi - Elez - Nora - C. Presciutti: 1 | Marcatori | 3: Cambiaso 1: Cupido - Iaci |

| Arbitri: | Castagnola Pinato |

|                                            |           |                                                                               |
| Suti: 2 Di Luciano - Napolitano - Tringali | Marcatori | 3: R. Calcaterra - Nora 2: Binchi - Elez - Lončar - C. Presciutti - Valentino |

| Arbitri: | Gomez Pascucci |

|                                                                           |           |                                                |
| C. Presciutti: 3 Elez - Nora: 2 R. Calcaterra - Mammarella - Valentino: 1 | Marcatori | 4: Español 3: Pagani 2: Molina 1: F. Di Fulvio |

| Arbitri: | Brasiliano Rovida |

|                                               |           |                                                             |
| Danilović - Di Costanzo - Saviano: 2 Märcz: 1 | Marcatori | 3: C. Presciutti 2: Mammarella 1: Elez - Lončar - Valentino |

| Arbitri: | Centineo Lo Dico |

|                                                                |           |                                              |
| Elez: 8 G. Fiorentini - C. Presciutti - Valentino: 2 Giorgi: 1 | Marcatori | 5: Janović 2: Deserti - Petrović 1: Alesiani |

| Arbitri: | Caputi Piano |

|                                     |           |                                                          |
| Klikovac: 4 Ercolano - M. Luongo: 3 | Marcatori | 3: Elez - Nora 2: G. Fiorentini - Lončar - C. Presciutti |

| Arbitri: | Bianchi Riccitelli |

|                                                   |           |                             |
| Aicardi - Felugo - Figari - Figlioli - Madaras: 1 | Marcatori | 2: Elez 1: Nora - Valentino |

| Arbitri: | Paoletti Ricciotti |

|                                                                                             |           |                                             |
| G. Fiorentini - Lončar - C. Presciutti: 3 Giorgi - Nora: 2 Binchi - R. Calcaterra - Elez: 1 | Marcatori | 3: Tyrrell 2: A. Caliogna 1: Lanzoni - Mann |

#### Playoff - Quarti di finale
| Arbitri: | Colombo De Chiara |

|                                        |           |                                                                  |
| Camilleri - A. Di Somma: 2 Guidaldi: 1 | Marcatori | 6: C. Presciutti 3: Elez - Nora 1: R. Calcaterra - G. Fiorentini |

| Arbitri: | Scappini Gomez |

|                                                                                 |           |                                      |
| C. Presciutti: 3 R. Calcaterra - G. Fiorentini - Lončar: 2 Elez - Mammarella: 1 | Marcatori | 2: Camilleri 1: Barillari - Guidaldi |

#### Playoff - Semifinali
| Arbitri: | Pinato Rovida |

|                                                                      |           |                               |
| R. Calcaterra - Lončar - Nora - C. Presciutti - Valentino: 2 Elez: 1 | Marcatori | 3: Molina 1: Coppoli - Pagani |

| Arbitri: | Paoletti Severo |

|                                                  |           |                                                           |
| F. Di Fulvio: 3 Español - M. Lapenna - Molina: 1 | Marcatori | 3: Elez - Mammarella 1: Legrenzi - Lončar - C. Presciutti |

#### Finale scudetto
| Arbitri: | Bianchi Gomez |

|                                                                |           |                                             |
| Presciutti Valentino, Calcaterra, Mammarella, Nora, Fiorentini | Marcatori | Figlioli Felugo Madaras, Mangiante, Aicardi |

| Arbitri: | Peris Vlašić |

|                                                                              |           |             |
| Figari Felugo, Giacoppo Lapenna, Madaras, Mangiante, Luongo, Figlioli, Gitto | Marcatori | Elez Lončar |

### Coppa Italia

#### Seconda fase
| Arbitri: | Brasiliano Collantoni |

|                                                                                             |           |                                                 |
| R. Calcaterra - C. Presciutti: 4 Lončar - Nora: 2 Binchi - Giorgi - Legrenzi - Valentino: 1 | Marcatori | 4: Boyd 1: Napolitano - Suti - Tringali - Zovko |

| Arbitri: | Brasiliano Saeli |

|                                                                          |           |                                                |
| C. Presciutti: 4 Giorgi - Lončar: 2 R. Calcaterra - Mammarella - Nora: 1 | Marcatori | 4: Saccoia 3: Gallo 2: Tóth 1: Baraldi - Rossi |

| Arbitri: | Collantoni Saeli |

|                                                |           |                                                            |
| Guidaldi: 2 Barillari - Camilleri - Sekulić: 1 | Marcatori | 2: R. Calcaterra - Giorgi - C. Presciutti 1: Binchi - Elez |

#### Semifinale
| Arbitri: | Collantoni Paoletti |

|                                                                                       |           |                                                                    |
| R. Calcaterra - G. Fiorentini - Giorgi - Lončar - Nora - C. Presciutti - Valentino: 1 | Marcatori | 2: Aicardi - Felugo - Figlioli - Madaras 1: Figari - D. Fiorentini |

#### Finale 3º posto
| Arbitri: | Collantoni Ceccarelli |

|                                                 |           |                                                                                                |
| Kovács: 2 Baraldi - Gallo - Mattiello - Tóth: 1 | Marcatori | 2: C. Presciutti - Mammarella - Nora 1: R. Calcaterra - Elez - G. Fiorentini - Giorgi - Lončar |

### Champions League

#### Fase a gironi
| Arbitri: | Koganov Stavridis |

|                                                                               |           |                                                       |
| R. Calcaterra: 5 Elez: 4 G. Fiorentini - Mammarella - Nora - C. Presciutti: 1 | Marcatori | 2: Ovuka - Ubović - Vasić - Vuksanović 1: Gvozdanović |

| Arbitri: | Buch Spiegel |

|                                                                        |           |                                            |
| Constantin-Bicari: 3 Randjić: 2 Audon - Bodegas - Olivon - T. Simon: 1 | Marcatori | 4: Nora 1: Binchi - G. Fiorentini - Lončar |

| Arbitri: | Alexandrescu Filiksac |

|                                                       |           |                                                       |
| Elez: 2 G. Fiorentini - Mammarella - C. Presciutti: 1 | Marcatori | 2: Vrlić - Perrone 1: Fernández - Minguell - Sziranyi |

| Arbitri: | Juhász Vlašić |

|                                                                              |           |                                 |
| Kuc - Stepanyuk: 2 Ashaev - Bugaychuk - Elizarov - Odintsov - Zinnatullin: 1 | Marcatori | 2: Nora 1: Elez - G. Fiorentini |

| Arbitri: | Teule Margeta |

|                                                                                          |           |                                                                                         |
| C. Presciutti: 5 Elez: 3 R. Calcaterra - G. Fiorentini - Valentino: 2 Giorgi - Lončar: 1 | Marcatori | 2: Bugaychuk - Shepelev - Stepanyuk - Yankov 1: Kuc - Odintsov - Tikhonov - Zinnatullin |

| Arbitri: | Haentschel Kun |

|                                                                   |           |                                                       |
| Perrone: 3 Martín Lozano: 2 Fernández - Martin - Minguell - Vrlić | Marcatori | 2: Elez - Mammarella 1: Binchi - Nora - C. Presciutti |

| Arbitri: | Ćirić Katsaros |

|                                                                           |           |                                                 |
| Elez: 4 C. Presciutti: 3 Binchi - R. Calcaterra - G. Fiorentini - Nora: 1 | Marcatori | 4: Randić 3: Audon 1: Constantin-Bicari - Simon |

| Arbitri: | Vogel Bender |

|                                                                  |           |                                                   |
| Vuksanović: 2 Geratović - Miličić - Njegovan - Vasić - Ubović: 1 | Marcatori | 3: Elez - C. Presciutti 1: Giorgi - Lončar - Nora |

#### Fase a eliminazione diretta
| Arbitri: | Koryzna Borrell |

|                                                       |           |                                            |
| Dedović - Mitrović - Subotić - Vukićević: 2 Mandić: 1 | Marcatori | 2: Lončar 1: R. Calcaterra - Elez - Giorgi |

| Arbitri: | Alexandrescu Vasileiou |

|                                                       |           |                                   |
| C. Presciutti: 2 Elez - Lončar - Mammarella - Nora: 1 | Marcatori | 3: Mandić 2: Ćuk 1: Rackov - Vico |

## Statistiche

### Statistiche di squadra
| Competizione     | Punti | In casa | In casa | In casa | In casa | In casa | In casa | In trasferta | In trasferta | In trasferta | In trasferta | In trasferta | In trasferta | Totale | Totale | Totale | Totale | Totale | Totale | DR   |
| Competizione     | Punti | G       | V       | N       | P       | Gf      | Gs      | G            | V            | N            | P            | Gf           | Gs           | G      | V      | N      | P      | Gf     | Gs     | DR   |
| ---------------- | ----- | ------- | ------- | ------- | ------- | ------- | ------- | ------------ | ------------ | ------------ | ------------ | ------------ | ------------ | ------ | ------ | ------ | ------ | ------ | ------ | ---- |
| Serie A1         | 61    | 11      | 10      | 1       | 0       | 150     | 77      | 11           | 10           | 0            | 1            | 132          | 73           | 22     | 20     | 1      | 1      | 282    | 150    | +132 |
| Playoff          | -     | 3       | 2       | 0       | 1       | 29      | 17      | 3            | 2            | 0            | 1            | 28           | 24           | 6      | 4      | 0      | 2      | 57     | 41     | +16  |
| Coppa Italia     | -     | 3       | 2       | 1       | 0       | 35      | 24      | 2            | 1            | 0            | 1            | 18           | 16           | 5      | 4      | 0      | 1      | 53     | 40     | +13  |
| Champions League | -     | 5       | 3       | 0       | 2       | 51      | 44      | 5            | 1            | 0            | 4            | 32           | 43           | 10     | 4      | 0      | 6      | 83     | 87     | -4   |
| Totale           | -     | 22      | 17      | 2       | 3       | 265     | 162     | 21           | 14           | 0            | 7            | 210          | 156          | 43     | 32     | 1      | 10     | 475    | 319    | +156 |

### Statistiche giocatori
| Giocatore     | Serie A1 | Serie A1 | Coppa Italia | Coppa Italia | Champions League | Champions League | Totale | Totale |
| Giocatore     | Reti     | Rigori   | Reti         | Rigori       | Reti             | Rigori           | Reti   | Rigori |
| ------------- | -------- | -------- | ------------ | ------------ | ---------------- | ---------------- | ------ | ------ |
| R. Baravelli  | 0        | 0        | 0            | 0            | 0                | 0                | 0      | 0      |
| L. Binchi     | 10       | ??       | 2            | ??           | 3                | ??               | 15     | ??     |
| R. Calcaterra | 39       | ??       | 9            | ??           | 9                | ??               | 57     | ??     |
| Castellani    | 2        | 0        | 0            | 0            | 0                | 0                | 2      | 0      |
| M. Del Lungo  | 0        | 0        | 0            | 0            | 0                | 0                | 0      | 0      |
| M. Elez       | 64       | ??       | 2            | ??           | 21               | ??               | 87     | ??     |
| G. Fiorentini | 30       | ??       | 2            | ??           | 7                | ??               | 39     | ??     |
| D. Giorgi     | 13       | ??       | 7            | ??           | 3                | ??               | 23     | ??     |
| E. Introzzi   | 0        | 0        | 0            | 0            | 0                | 0                | 0      | 0      |
| F. Legrenzi   | 8        | ??       | 1            | ??           | 0                | 0                | 9      | ??     |
| L. Lončar     | 34       | ??       | 6            | ??           | 6                | ??               | 46     | ??     |
| E. Mammarella | 18       | ??       | 3            | ??           | 5                | ??               | 26     | ??     |
| S. Moratti    | 0        | 0        | 0            | 0            | 0                | 0                | 0      | 0      |
| A. Nora       | 39       | ??       | 6            | ??           | 11               | ??               | 56     | ??     |
| S. Pietta     | 0        | 0        | 0            | 0            | 0                | 0                | 0      | 0      |
| C. Presciutti | 64       | ??       | 13           | ??           | 16               | ??               | 93     | ??     |
| M. Rivetti    | 0        | 0        | 0            | 0            | 0                | 0                | 0      | 0      |
| S. Sorlini    | 0        | 0        | 0            | 0            | 0                | 0                | 0      | 0      |
| G. Valentino  | 18       | ??       | 2            | ??           | 2                | ??               | 22     | ??     |